# Max Cavalera
Massimiliano Antonio "Max" Cavalera (Belo Horizonte, 4. kolovoza 1969.) je brazilski glazbenik, najpoznatiji kao suosnivač Sepulture, te trenutačni pjevač sastava Soulfly i Cavalera Conspiracy. Stariji je brat bubnjara Igora Cavalere.

## Životopis
Cavalera je 1984., zajedno s Jairoom Guedesom, Paulom Pintom i svojim mlađim bratom Igorom osnovao sastav Sepultura. Svoj prvi album Morbid Visions objavljuju 1986., te s vremenom postaju jedan od najpoznatijih heavy metal sastava. Godine 1994. Cavalera je s Alexom Newportom osnovao sastav Nailbomb. U međuvremenu, sa Sepulturom snimio još pet albuma prije nego što je 1996. napustio sastav. Iduće godine u Arizoni osniva sastav Soulfly, čiji je član i danas. Godine 2007. nakon gotovo 12 godina razdvojenosti, ponovno nastupa sa svojim bratom Igorom, te zajedno osnivaju sastav Cavalera Conspiracy. Godine 2013., osniva još jedan sastav s Gregom Puciatom iz Dillinger Escape Plana i Troyom Sanderssom iz Mastodona, kojeg su nazvali Killer Be Killed.

## Diskografija
Sepultura
- Bestial Devastation EP (1985.)
- Morbid Visions (1986.)
- Schizophrenia (1987.)
- Beneath the Remains (1989.)
- Arise (1991.)
- Third World Posse EP (1993.)
- Chaos A.D. (1993.)
- Refuse/Resist EP (1994.)
- Roots (1996.)
- The Roots of Sepultura (1996.)
- Blood-Rooted
- Under a Pale Grey Sky (2002.)

Nailbomb
- Point Blank (1994.)
- Proud to Commit Commercial Suicide (1995.)

Soulfly
- Soulfly (1998.)
- Tribe EP (1999.)
- Primitive (2000.)
- 3 (2002.)
- Prophecy (2004.)
- Dark Ages (2005.)
- Conquer (2008.)
- Omen (2010.)
- Enslaved (2012.)
- Savages (2013.)

Cavalera Conspiracy
- Inflikted (2008.)
- Blunt Force Trauma (2011.)

Killer Be Killed
- Killer Be Killed (2014.)

## Vanjske poveznice
- Soulfly  Arhivirana inačica izvorne stranice od 17. srpnja 2007. (Wayback Machine)
- Cavalera Conspiracy  Arhivirana inačica izvorne stranice od 19. siječnja 2012. (Wayback Machine)